# Пирес Монтейро, Рафаэл
Рафаэ́л Пи́рес Монте́йро, более известный как просто Рафаэ́л или Ра́фа (порт.-браз. Rafael Pires Monteiro; родился 23 июня 1989 года, Коронел-Фабрисиану, штат Минас-Жерайс) — бразильский футболист, вратарь клуба «Сан-Паулу».

## Биография
Вся карьера Рафаэла связана с двумя ведущими клубами штата Минас-Жерайс и города Белу-Оризонти. С 13 лет он занимался в академии «Крузейро». На официальном уровне дебютировал за «лис» 30 января 2010 года. В матче Лиги Минейро «Крузейро» в гостях крупно уступил «Ипатинге» — 3:0. В бразильской Серии A Рафаэл впервые сыграл 17 мая 2010 года. «Крузейро» дома сыграл вничью с «Аваи» — 2:2.
На протяжении нескольких сезонов Рафа оставался дублёром одного из самых уважаемых вратарей в истории «Крузейро» — Фабио Масиэла, который, к тому же, был капитаном команды. По этой причине Рафаэл проводил за год считанное число матчей. Также молодому вратарю конкурировать с более опытным партнёром мешали тяжёлые травмы — например, в 2014 году у него было две операции, связанные с мениском. Однако при этом период выступлений Рафаэла в «Крузейро» совпал с весьма успешным периодом в истории клуба. Вместе с «лисами» Рафаэл четырежды выигрывал чемпионат штата, дважды — чемпионат Бразилии, дважды — Кубок Бразилии. И лишь в 2016 и 2017 годах Рафаэл проводил более чем по 20 матчей за сезон и мог отчасти считаться игроком основы — во многом это было связано с длительными травмами Фабио.
По итогам сезона 2019 года «Крузейро» впервые в своей истории вылетел из бразильской Серии A. В марте 2020 года Рафаэл перешёл в стан другого гранда Белу-Оризонти — «Атлетико Минейро». В первом сезоне за новую команду провёл 17 матчей во всех турнирах. После прихода Эверсона (который стал регулярно вызываться в сборную Бразилии) Рафа окончательно сел на скамейку. Вместе с тем, он также внёс свой вклад в «золотой требл», оформленный «Атлетико Минейро» в 2021 году (победы в чемпионате штата, Бразилии и Кубке Бразилии).

## Достижения
Командные
- Чемпион штата Минас-Жерайс (7): 2011, 2014 (не играл), 2018, 2019, 2020, 2021, 2022
- Чемпион Бразилии (3): 2013, 2014, 2021
- Чемпион Кубка Бразилии (3): 2017, 2018 (не играл), 2021 (не играл)
- Обладатель Суперкубка Бразилии (1): 2022 (не играл)